# Acnemia vratzatica
Acnemia vratzatica är en tvåvingeart som beskrevs av Bechev 1985. Acnemia vratzatica ingår i släktet Acnemia och familjen svampmyggor.
Artens utbredningsområde är Bulgarien. Inga underarter finns listade i Catalogue of Life.